# カンポフォルミド
カンポフォルミド（伊: Campoformido; フリウリ語: Cjampfuarmit）は、イタリア共和国フリウリ＝ヴェネツィア・ジュリア州ウーディネ県にある、人口約7,900人の基礎自治体（コムーネ）。
ウーディネの南西約8kmに所在するこの町は、古くはカンポ・フォルミオ（Campo Formio）の名で呼ばれ、1797年にフランス革命政府とオーストリアとの間で「カンポ・フォルミオ条約」が締結された場所として知られる。

## 地理

### 位置・広がり
ウーディネ県南部のコムーネで、ウーディネ市の南西に隣接する。カンポフォルミドの集落は、県都ウーディネの南西約8km、ポルデノーネの東約40km、州都トリエステの北西約63km、ヴェネツィアの北東約92kmに位置する。
河川としては、Cormor川があるほか、運河網がある。

#### 隣接コムーネ
隣接するコムーネは以下の通り。
- パジアーン・ディ・プラート - 北
- ウーディネ - 北東
- ポッツオーロ・デル・フリウーリ - 南
- バジリアーノ - 西

### 気候分類・地震分類
カンポフォルミドにおけるイタリアの気候分類 (it) および度日は、zona E, 2262 GGである。
また、イタリアの地震リスク階級 (it) では、zona 2 (sismicità media) に分類される。

### 集落
市域東部に位置する分離集落 Basaldella と Villa Primavera は、ウーディネから市街地が連続している。市域北部には分離集落Bressa がある。

## 歴史
12世紀以降、フリウーリの議会 (it:Parlamento del Friuli) は、しばしばこの地でも開かれた。フリウーリ総大司教領 (it:Patriarcato di Aquileia) の軍隊の閲兵の場でもあった。
1797年10月18日、「カンポ・フォルミオ」の名で呼ばれていた当地において、フランス革命戦争におけるフランス革命政府とオーストリアとの講和条約（カンポ・フォルミオ条約）の調印が行われた。この地が選ばれたのは、フランスのイタリア派遣軍司令官ナポレオン・ボナパルトが滞在していたパッシリアーノ（コドローイポ郊外）と、オーストリア軍の本営のあったウーディネの中間であったことによる。カンポ・フォルミオ条約により、ヴェネツィア共和国の歴史は終焉を迎え、ヴェネト地方をはじめとする北イタリアの領土はオーストリアに割譲された。
1914年に軍用飛行場（現在のウーディネ＝カンポフォルミド空港）が建設される。1930年にイタリア空軍で最初の曲技飛行隊が発足した。曲技飛行隊はのちの「フレッチェ・トリコローリ」の源流である（第二次世界大戦後に設立されたフレッチェ・トリコローリは、コドローイポ郊外のリヴォルト空軍基地 (Rivolto Air Force Base) を本拠とする）。2008年まではイタリア陸軍第5航空師団「リゲル」（5° Reggimento Aviazione dell'Esercito "Rigel"）が駐屯していた。

## 交通

### 道路
高速道路
- アウトストラーダ A23

国道
- SS13 (it:Strada statale 13 Pontebbana)
- SS676 (it:Strada statale 676 Tangenziale Sud di Udine)

A23が市域東部を通過する。

### 空港
- ウーディネ＝カンポフォルミド空港 (it:Aeroporto di Udine-Campoformido)

ウーディネ＝カンポフォルミド空港は、観光用に用いられている民間空港である。もともとは1914年に軍用飛行場として建設されたもので、その大部分が民間空港に転用された後も、2008年までは軍用飛行場としての機能があった。